# Point de Feynman

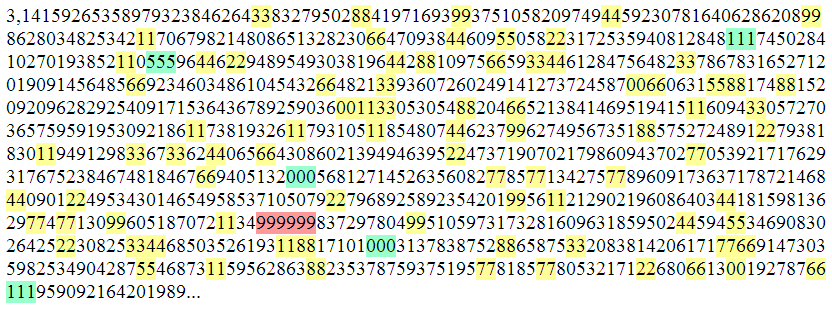
Représentation des 1000 premières décimales de π, incluant le point de Feynman.

Le point de Feynman est une séquence de six 9 consécutifs qui commence à la 762e décimale de la représentation décimale de π. 
Cette coïncidence mathématique est nommée d'après le physicien Richard Feynman, qui aurait déclaré qu'il aimerait mémoriser les décimales de π jusqu'à ce point afin de pouvoir les réciter en finissant par « neuf neuf neuf neuf neuf neuf et ainsi de suite », suggérant sur le ton de l'humour que π est un nombre rationnel (alors qu'il est irrationnel). Cette attribution à Feynman est néanmoins douteuse.

## Apparition dans les décimales deπ
| 3, | 1415926535 8979323846 2643383279 5028841971 6939937510 5820974944 5923078164 0628620899 8628034825 3421170679 8214808651 3282306647 0938446095 5058223172 5359408128 4811174502 8410270193 8521105559 6446229489 5493038196 4428810975 6659334461 2847564823 3786783165 2712019091 4564856692 3460348610 4543266482 1339360726 0249141273 7245870066 0631558817 4881520920 9628292540 9171536436 7892590360 0113305305 4882046652 1384146951 9415116094 3305727036 5759591953 0921861173 8193261179 3105118548 0744623799 6274956735 1885752724 8912279381 8301194912 9833673362 4406566430 8602139494 6395224737 1907021798 6094370277 0539217176 2931767523 8467481846 7669405132 0005681271 4526356082 7785771342 7577896091 7363717872 1468440901 2249534301 4654958537 1050792279 6892589235 4201995611 2129021960 8640344181 5981362977 4771309960 5187072113 4999999837 |

## Attribution
Cette plaisanterie est souvent attribuée à Feynman,, parfois en précisant qu'il l'a prononcée lors d'un cours à Caltech. Néanmoins, on ne sait pas quand ni même s'il l'a prononcée, sachant qu'elle n'est pas mentionnée dans ses biographies et autobiographies, et qu'elle est inconnue de son biographe James Gleick.
La plus ancienne mention connue de ce trait d'esprit date de 1985 dans le livre Ma thémagie (en) de Douglas Hofstadter, qui raconte avoir réussi à en mémoriser 380 sur les 762 lorsqu'il était au lycée,.

## Postérité
Daniel Tammet, qui a établi en 2004 un record de mémorisation de décimales de π par synesthésie, a écrit au sujet du point de Feynman, dans son autobiographie Je suis né un jour bleu,,, :

« Le point de Feynman est visuellement très beau pour moi. Je le vois comme une bande épaisse et profonde de lumière bleu sombre. »

Le point de Feynman est à l'origine de la suite A048940 de l'OEIS.